# Brigitte Obermoser
Brigitte Obermoser, née le 2 juillet 1976 à Radstadt, est une skieuse alpine autrichienne. En janvier 2007, elle se retire du circuit du fait de blessures récurrentes.

## Palmarès

### Coupe du monde
- Meilleur classement au Général : 5e en 2000
- 3 succès en course (1 en Descente, 1 en Slalom géant, 1 en Super G)

#### Saison par saison
- 2000 :
  - Slalom géant : 1 victoire (Bormio ( Italie))
- 2001 :
  - Descente : 1 victoire (Saint-Moritz ( Suisse))
- 2003 :
  - Super G : 1 victoire (Innsbruck ( Autriche))

(État au 27 janvier 2006)